# Mikuláš Bakaľa
Mikuláš Bakaľa (* 4. ledna 2001) je slovenský profesionální fotbalista, který hraje na pozici defenzivního záložníka za nizozemský klub FC Den Bosch.

## Klubová kariéra

### Podbrezová
Bakaľa absolvoval svůj profesionální debut za Železiarne Podbrezová proti ŠK Slovan Bratislava 16. července 2022.

## Reprezentační kariéra
Bakaľa byl poprvé nominován do slovenské seniorské reprezentace v listopadu 2022 Francescem Calzonou, kdy byl zařazen jako náhradník na dvě přátelská utkání proti Černé Hoře a na rozlučkový zápas Marka Hamšíka proti Chile. V prosinci byl také nominován na tréninkový kemp.